# Heart of Stone
Heart of Stone is een nummer van de Engelse band The Rolling Stones. Het staat op de lp’s Out of Our Heads (Verenigd Koninkrijk) en The Rolling Stones, Now! (Verenigde Staten). In de Verenigde Staten en Canada kwam het op 19 december 1964 ook uit als single, met What a Shame op de B-kant. Het nummer haalde het jaar daarop de 19e plaats in de Billboard Hot 100.
In verschillende landen, waaronder Nederland (Decca 457 066), Duitsland (Decca DX 2340) en Frankrijk (Decca 457.066) kwam Heart of Stone in 1965 uit op een ep, in combinatie met What a Shame, The Last Time en Play with Fire. In Nederland haalde de ep de zesde plaats in de hitparade.
In het Verenigd Koninkrijk is het nummer alleen op lp verschenen.

## Opname
Het nummer is op 2 november 1964 opgenomen in de RCA Studios in Los Angeles. Het nummer was geschreven door Mick Jagger en Keith Richards, die ook de achterkant, What a Shame, voor hun rekening namen. De bezetting was:
- Mick Jagger, zang
- Keith Richards, gitaar
- Brian Jones, gitaar
- Bill Wyman, basgitaar
- Charlie Watts, drums
- Jack Nitzsche, piano, tamboerijn

De ik-figuur in het nummer heeft veel meisjes verleid en daarna aan het huilen gebracht. Maar omgekeerd is geen enkel meisje in staat zijn hart van steen te breken. Hij waarschuwt een meisje dat het ook haar niet gaat lukken.
Het nummer is in juli 1964 opnieuw opgenomen met Jimmy Page op gitaar en Clem Cattini op drums. Deze langere versie (3:47) staat op het album Metamorphosis uit 1975.

## NPO Radio 2 Top 2000
| Nummer met noteringen in de NPO Radio 2 Top 2000 | '99 | '00-'01 | '02  | '03  | '04  | '05  | '06  | '07  | '08  | '09  | '10  | '11 | '12  |
| ------------------------------------------------ | --- | ------- | ---- | ---- | ---- | ---- | ---- | ---- | ---- | ---- | ---- | --- | ---- |
| Heart of Stone                                   | 962 | -       | 1275 | 1029 | 1381 | 1461 | 1382 | 1877 | 1500 | 1766 | 1767 | -   | 1877 |

1. ↑  Een '-' betekent dat het nummer niet was genoteerd en een vetgedrukt getal geeft de hoogste notering aan.
2. ↑  Deze tabel is bijgewerkt tot en met de laatste editie (2024).

## Coverversies
Er bestaan enkele coverversies van het nummer. De bekendste is die van The Allman Brothers Band op hun album Hittin' the Note uit 2003.